# Masami Kikuchi
Masami Kikuchi (født 24. april 1960 i Japan) er en japansk tegnefilmsdubber. Han er kendt som stemmen bag Daemon i Digimon, Zepile i Hunter x Hunter, og Monaka i Dragon Ball Super.